# Cục Kiểm lâm Hoa Kỳ
Cục Kiểm lâm Hoa Kỳ (tiếng Anh: United States Forest Service) là một cơ quan thuộc Bộ Nông nghiệp Hoa Kỳ có trách nhiệm quản lý 155 khu rừng quốc gia và 20 đồng cỏ quốc gia với tổng diện tích là 193 triệu mẫu Anh (780.000 km2). Những bộ phận chính của cơ quan này gồm có Hệ thống Rừng Quốc gia, Lâm nghiệp Cá thể và Tiểu bang, và chi nhánh phát triển và nghiên cứu.

## Lịch sử
Năm 1876, Quốc hội Hoa Kỳ thành lập văn phòng đặc biệt trong Bộ Nông nghiệp để trông coi chất lượng và điều kiện sống của rừng tại Hoa Kỳ. Franklin B. Hough được bổ nhiệm làm người đứng đầu văn phòng này. Năm 1881, văn phòng này được mở rộng vào trong Phân bộ Lâm nghiệp vừa mới được thành lập. Đạo luật Bảo tồn Rừng năm 1891 cho phép giữ đất công làm các "nơi bảo tồn rừng" do Bộ Nội vụ Hoa Kỳ quản lý. Năm 1901, Phân bộ Lâm nghiệp được đặt tên lại là Cục Lâm nghiệp. Đạo luật Thuyên chuyển 1905 đã trao trách nhiệm quản lý các khu bảo tồn rừng từ Văn phòng Quản lý đất thuộc Bộ Nội vụ Hoa Kỳ sang cho Cục Lâm nghiệp, từ đây trở về sau được biết tên là Cục Kiểm lâm Hoa Kỳ. Gifford Pinchot là trưởng Cục Kiểm lâm đầu tiên của Hoa Kỳ dưới thời của Tổng thống Theodore Roosevelt.
Các luật lệ liên bang nổi bật có ảnh hưởng đến Cục Kiểm lâm Hoa Kỳ gồm có Đạo luật Weeks năm 1911, Đạo luật Multiple Use - Sustained Yield năm 1960, Công luật 86-517; Đạo luật Hoang dã, Công luật 88-577; Đạo luật Quản lý Rừng Quốc gia, Công luật 94-588; Đạo luật Chính sách Môi trường Quốc gia, Công luật 91-190; Đạo luật Hợp tác Hỗ trợ Rừng, Công luật 95-313; và Đạo luật Hoạch định Rừng và Tài nguyên Tái sử dụng, Công luật 95-307.
Tháng 3 năm 2008, tiểu ban Hạ viện Hoa Kỳ đặc trách nội vụ, môi trường và các cơ quan có liên quan đã yêu cầu Văn phòng Giải trình Chính phủ định lượng xem Cục Kiểm lâm Hoa Kỳ có nên bị thuyên chuyển từ Bộ Nông nghiệp Hoa Kỳ sang cho Bộ Nội vụ Hoa Kỳ hay không. Bộ Nội vụ Hoa Kỳ là bộ đang nắm Cục Công viên Quốc gia Hoa Kỳ, Cục Hoang dã và Cá Hoa Kỳ, và Cục Quản lý Đất Hoa Kỳ với tổng diện tích đất công là 438.000.000 mẫu Anh (1.770.000 km2.

## Tổ chức

### Tổng quan
Tính đến năm 2009, Cục Kiểm lâm có ngân sách khoảng $5,5 tỷ đô la trong đó 42% được dùng để chống cháy rừng. Cục Kiểm lâm Hoa Kỳ thuê mướn 34.250 nhân viên tại 750 địa điểm trong đó có khoảng 10.050 lính cửu hỏa, 737 nhân viên thi hành luật pháp, và 500 khoa học gia.
Sứ mệnh của cục là "làm vững mạnh sức sống, sự đa dạng và sự sinh sôi phát triển của rừng và đất cỏ quốc gia để đáp ứng nhu cầu của thế hệ ngày nay và thế hệ tương lai". Khẩu hiệu của cục là "chăm nom đất và phục vụ con người". Với tư cách là cơ quan liên bang dẫn đầu trong việc bảo tồn tài nguyên thiên nhiên, Cục Kiểm lâm đi đầu trong việc bảo vệ, quản lý và sử dụng hệ sinh thái nước, đất hoang, đất rừng quốc gia. Phạm vi quản lý hệ sinh thái của cục nối kết tất cả những nhân tố xã hội, kinh tế và sinh thái để duy trì và nâng cao chất lượng môi trường để đáp ứng nhu cầu hiện tại và tương lai. Qua việc thực thi các kế hoạch quản lý tài nguyên và đất, cơ quan muốn chắc chắn rằng hệ sinh thái vững mạnh bằng cách tái tạo và duy trì sự đa dạng phong phú các loài và sự phát triển của hệ sinh thái giúp cung cấp nguồn giải trí, nước, gỗ, khoáng sản, cá, đời sống hoang dã, hoang dã, và những giá trị thẩm mỹ cho thế hệ con người hôm nay và tương lai.
Công việc hàng ngày của Cục Kiểm lâm là cân bằng việc sử dụng tài nguyên, bảo tồn tài nguyên và cung cấp nơi giải trí. Công việc gồm có quản lý 193.000.000 mẫu Anh (780.000 km2) đất hoang và rừng quốc gia trong đó có 59.000.000 mẫu Anh (240.000 km2) khu vực không có đường sá; 14.077 khu vui chơi giải trí; 143.346 dặm (230.693 km) đường mòn; 374.883 dặm (603.316 km) đường lộ; và thu hoạch khoảng 1,5 tỉ cây rừng mỗi năm.
Tổ chức cục kiểm lâm gồm có các khu kiểm lâm, rừng quốc gia, vùng, trạm nghiên cứu và các đơn vị làm công tác nghiên cứu và Văn phòng Khu vực Đông bắc đặt trách rừng tư nhân và tiểu bang. Mỗi cấp bậc có trách nhiệm đối với nhiều phận sự khác nhau.

### Quốc gia
Trưởng cục kiểm lâm là một nhân viên liên bang chuyên nghiệp trông coi toàn bộ cơ quan này. Trưởng cục báo cáo với Thứ trưởng đặc trách Môi trường và Tài nguyên Thiên nhiên trong Bộ Nông nghiệp Hoa Kỳ. Ban nhân sự của trưởng cục đưa ra chính sách và hướng đi tổng thể cho cơ quan, làm việc với chính phủ để lập ra một ngân sách để đệ trình lên Quốc hội Hoa Kỳ, cung cấp thông tin cho Quốc hội biết về những công việc đã hoàn thành, và theo dõi các hoạt động của cơ quan. Có năm phó cục cho các lãnh vực sau: hệ thống rừng quốc gia, lâm nghiệp tư nhân và tiểu bang, nghiên cứu và phát triển, hoạt động thương mại, và tài chính.

### Các đơn vị làm công tác nghiên cứu và trạm nghiên cứu
Tổ chức phát triển và nghiên cứu của Cục Kiểm lâm gồm có 5 trạm nghiên cứu, phòng thí nghiệm sản phẩm rừng và viện rừng nhiệt đới quốc tế. Giống như các trưởng kiểm lâm vùng, các giám đốc trạm báo cáo với trưởng cục. Các trạm nghiên cứu bao gồm miền Bắc, Tây Bắc Thái Bình Dương, Tây Nam Thái Bình Dương, dãy Rocky và miền Nam. Có 92 đơn vị làm việc nghiên cứu được đặt tại 67 nơi trên khắp Hoa Kỳ. Có 80 khu rừng và khu đất hoang dùng cho thí nghiệm được thành lập dần dần từ năm 1908; nhiều nơi hơn 50 tuổi. Hệ thống cung ứng nhiều nơi nghiên cứu quản trị và nghiên cứu khoa học dài hạn cho nhiều loại thực vật chính của 195 triệu mẫu Anh (790.000 km2) đất công do Cục Kiểm lâm quản lý. Mỗi nơi riêng biệt có diện tích từ 47 đến 22.500 hécta.
Các hoạt động nghiên cứu tại các khu đất hoang và rừng thí nghiệm được điều hành bởi những nhóm nghiên cứu địa phương ở mỗi nơi riêng biệt hay được điều hành bởi các trạm nghiên cứu ở cấp vùng mà khu đất hoang và rừng thí nghiệm nằm trong đó.
Những đề tài nghiên cứu tại các khu đất hoang và rừng thí nghiệm gồm có: phát triển các hệ thống quản lý và phục hồi rừng, đất hoang, và vùng chứa nước; kiểm tra các công tác về hệ sinh thái rừng và hệ sinh thái suối; định rõ đặc điểm các cộng đồng thú và thực vật; quan sát và diễn giải sự thay đổi môi trường dài hạn và nhiều đề tài khác nữa.

### Vùng
Cục Kiểm lâm Hoa Kỳ thuộc Bộ Nông nghiệp Hoa Kỳ có 9 vùng; đánh số từ 1 đến 10. Vùng 7 bị loại bỏ năm 1965 khi vùng miền Đông hiện tại được thành lập từ hai vùng củ là miền Đông và miền trung Bắc.. Mỗi vùng bao trùm một khu vực địa lý rộng, và được lãnh đạo bởi một trưởng kiểm lâm vùng, người trực tiếp báo cáo với trưởng cục. Trưởng kiểm lâm vùng có trách nhiệm tổng thể đối với việc điều hợp các hoạt động của nhiều khu rừng khác nhau nằm trong vùng trách nhiệm, chỉ đạo tổng thể đối với các chương trình xã hội và tài nguyên vùng cũng như kế hoạch sử dụng đất một cách hợp lý.
- Vùng Bắc: đặt tại Missoula, Montana, vùng Bắc (R1) bao phủ 5 tiểu bang (Montana, miền bắc Idaho, Bắc Dakota, miền tây bắc Nam Dakota và đông bắc tiểu bang Washington), gồm có 12 khu rừng quốc gia và 1 khu rừng cỏ.
- Rặng Thạch Sơn: đặt tại Golden, Colorado, vùng Rạch Thạch Sơn (R2) bao phủ 5 tiểu bang (Colorado, Nebraska, Kansas và phần lớn Wyoming và Nam Dakota), gồm có 16 khu rừng quốc gia và 7 khu rừng cỏ.
- Tây nam: đặc tại Albuquerque, New Mexico, vùng tây nam (R3) bao phủ 2 tiểu bang (New Mexico và Arizona), gồm 11 khu rừng quốc gia.
- Liên núi: đặt tại Ogden, Utah, vùng liên núi (R4) bao phủ 4 tiểu bang (miền nam Idaho, Nevada, Utah và miền tây Wyoming), gồm 12 khu rừng quốc gia.
- Tây nam Thái Bình Dương: đặt tại Vallejo, California, vùng tây nam Thái Bình Dương (R5) bao phủ hai tiểu bang (California và Hawaii), gồm 18 rừng quốc gia và một đơn vị quản lý.
- Tây bắc Thái Bình Dương: đặt tại Portland, Oregon, vùng tây bắc Thái Bình Dương (R6) bao phủ 3 tiểu bang (Washington và Oregon), gồm có 21 rừng quốc gia và một khu thắng cảnh quốc gia.
- Miền nam: đặt tại Atlanta, Georgia, vùng miền nam (R8) bao phủ 13 tiểu bang (Alabama, Arkansas, Florida, Georgia, Kentucky, Louisiana, Mississippi, Bắc và Nam Carolina, Tennessee, Texas, Oklahoma và Virginia; và Puerto Rico và Quần đảo Virgin thuộc Mỹ), gồm 34 rừng quốc gia.
- Miền đông: đặt tại Milwaukee, Wisconsin, vùng miền đông (R9) bao phủ 20 tiểu bang (Maine, Illinois, Ohio, Michigan, Wisconsin, Minnesota, Iowa, Missouri, Indiana, Pennsylvania, Tây Virginia, Maryland, New York, Connecticut, Rhode Island, Massachusetts, Vermont, New Hampshire và New jersey), gồm 17 rừng quốc gia, một rừng cỏ và Trung tâm hoạt động ngoài trời của Mỹ cho mục đích bảo tồn, giải trí và tài nguyên (America’s Outdoors Center for Conservation, Recreation, and Resources).
- Alaska: đặt tại Juneau, Alaska, vùng Alaska (R10) bao phủ tiểu bang (Alaska), gồm có 2 rừng quốc gia.

### Rừng quốc gia hay rừng cỏ
Cục Kiểm lân Hoa Kỳ trông coi 155 rừng quốc gia và 20 rừng cỏ. Mỗi đơn vị quản lý thường thường có vài khu kiểm lâm dưới sự chỉ đạo tổng thể của một giám thị kiểm lâm. Ban nhân sự của văn phòng giám thị điểu hợp các hoạt động bên trong các khu kiểm lâm, phân bố ngân sách, và cung ứng hỗ trợ về kỹ thuật cho mỗi khu kiểm lâm. Các giám thị kiểm lâm báo cáo trực tiếp cho các trưởng vùng kiểm lâm.

### Khu kiểm lâm
Cục Kiểm lâm có trên 600 khu kiểm lâm. Mỗi khu kiểm lâm có một ban nhân sự từ 10 đến 100 người dưới sự chỉ đạo của một trưởng khu kiểm lâm, người trực tiếp báo cáo cho một giám thị kiểm lâm. Các khu kiểm lâm lớn nhỏ khác nhau từ 50.000 mẫu Anh (200 km2) đến trên 1 triệu mẫu Anh (4.000 km2). Đa số các hoạt động trên mặt đất được tiến hành tại các khu kiểm lâm trong đó có việc xây dựng và bảo trì những đường mòn, điều hành các khu cắm trại, và quản lý cây rừng và nơi cư ngụ của loài vật hoang dã.

## Các cấp dưới chủ yếu của Cục Kiểm lâm

### Thi hành luật và điều tra

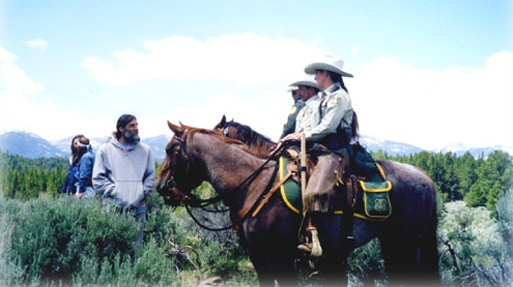
Đội tuần tra bằng ngựa của đơn vị thi hành luật và điều tra.

Đơn vị điều tra và thi hành luật của Cục Kiểm lâm Hoa Kỳ (LEI) có trụ sở tại Washington, D.C. là một cơ quan thi hành luật pháp liên bang của chính phủ Hoa Kỳ. Cơ quan này chịu trách nhiệm thi hành luật pháp và những quy định của liên bang về tài nguyên thiên nhiên và đất rừng quốc gia. Tất cả các viên chức thi hành luật pháp và nhân viên đặc biệt được huấn luyện qua Trung tâm Huấn luyện Thi hành Luật pháp Liên bang (FLETC).
Như cái tên ám chỉ, các hoạt động của đơn vị cấp dưới này của Cục Kiểm lâm được chia thành hai lãnh vực chức năng chính như sau:
1. Thi hành luật pháp: đồng phục, thi hành luật pháp
2. Điều tra: các nhân viên đặc biệt điều tra về tội phạm tấn công tài sản, du khách và nhân viên.

Các viên chức đồng phục thi hành luật pháp đặc trách về việc thi hành luật pháp và các quy định về tài nguyên và đất rừng quốc gia. Để làm nhiệm vụ này, các nhân viên đồng phục này mang vũ khí, dụng cụ tự vệ, thực hiện bắt giữ, thực hiện việc khám xét, hoàn thành báo cáo và khai báo trước tòa. Họ lui tới và hiện diện thường xuyên trên một vùng đất công bao la gồm có đường sá và khu giải trí. Công việc tập trung chính yếu của họ là bảo vệ tài nguyên thiên nhiên, bảo vệ nhân viên của Cục Kiểm lâm và bảo vệ du khách. Để trông coi vùng đất rộng bao la và địa hình phức tạp nằm trong khu vực thẩm quyền, họ sử dụng xe cảnh sát loại Ford Crown Victoria, các loại xe SUV cùng với những đội tuần tra bằng ngựa, K-9, máy bay trực thăng, xe lướt tuyết, xe đạp miền núi, và tàu để làm nhiệm vụ của mình.
Các nhân viên đặc biệt là những điều tra viên tội phạm. Họ lập kế hoạch và tiến hành các cuộc điều tra liên quan đến những vi phạm thuộc về tội phạm và về luật lệ hành chính của Cục Kiểm lâm hay các luật lệ khác. Các nhân viên đặc biệt thường thường mặc thường phục và cất dấu vũ khí cũng như các trang bị tự vệ khác bên mình. Họ thực hiện việc bắt giữ, điều tra tội phạm phức tạp, hoàn thành hồ sơ khởi tố cho các tổng lý Hoa Kỳ, và chuẩn bị những bản báo cáo điều tra.

### Hệ thống rừng quốc gia
193 triệu mẫu Anh (780.000 km2) đất công được quản lý như rừng và rừng cỏ quốc gia được biết chung chung là Hệ thống Rừng Quốc gia. Những vùng đất này có ở 44 tiểu bang, Puerto Rico, và Quần đảo Virgin thuộc Mỹ và bao phủ khoảng 9% tổng diện tích đất tại Hoa Kỳ. Các vùng đất này được tổ chức thành 155 rừng quốc gia và 20 rừng cỏ quốc gia. Sứ mệnh của Hệ thống Rừng Quốc gia là để bảo vệ và quản lý đất rừng để chúng thật sự chứng minh cái khái niệm quản lý sử dụng đa mục đích có thể thực hiện được bằng việc sử dụng phương hướng sinh thái để đáp ứng nhu cầu đa dạng của con người.

### Lâm nghiệp tư nhân và tiểu bang
Sứ mệnh của chương trình Lâm nghiệp tư nhân và tiểu bang cung cấp trợ giúp tài chính và kỹ thuật cho những chủ rừng tư nhân, các cơ quan tiểu bang, bộ lạc và những quản lý viên đặc trách tài nguyên cộng đồng để giúp làm bền vững rừng miền quê và thành thị của quốc gia và bảo vệ các cộng đồng và môi trường chống cháy rừng, côn trùng, bệnh tật, và cây cỏ xâm hại. Chương trình này thuê mướn khoang 537 ban nhân sự tại 17 địa điểm trên toàn quốc. Việc tiến hành chương trình này được thực hiện bởi 8 vùng trong hệ thống rừng quốc gia và vùng đông bắc Hoa Kỳ.

### Phát triển và nghiên cứu

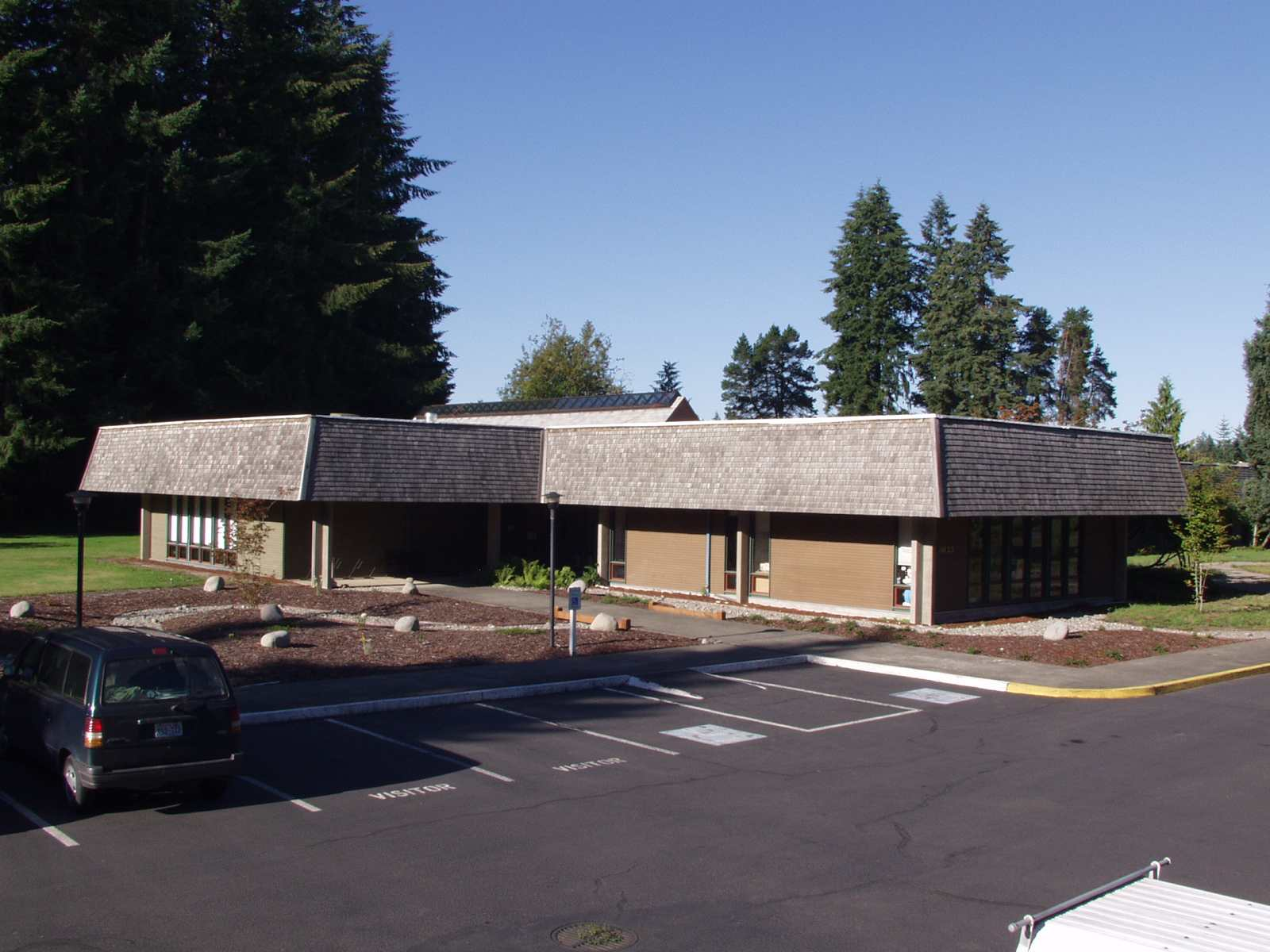
Phòng thí nghiệm Phát triển và Nghiên cứu của Cục Kiểm lâm Hoa Kỳ tại thành phố Olympia, Washington.

Nhánh phát triển và nghiên cứu của Cục Kiểm lâm làm việc để cải thiện sức sống cũng như việc sử dụng đất rừng và đất rừng cỏ của Hoa Kỳ. Nghiên cứu là một phần sứ mệnh của Cục Kiểm lâm Hoa Kỳ kể từ khi cơ quan này được thành lập vào năm 1905. Ngày nay, những nhà nghiên cứu thuộc Cục Kiểm lâm làm việc trong nhiều lãnh vực như khoa học xã hội, sinh học và vật lý để giúp nâng cao sự quản lý bền bỉ rừng cỏ và rừng đa dạng của quốc gia. Ngành nghiên cứu thuê mướn khoảng 550 khoa học gia và vài trăm nhân viên hỗ trợ và kỹ thuật ở 67 địa điểm trên toàn quốc và tại Puerto Rico. Các khám phá, phát triển kỹ thuật và việc chuyển giao được thực hiện qua 7 trạm nghiên cứu.